# Beaver County, Oklahoma
Beaver County är ett administrativt område i delstaten Oklahoma, USA, med 5 636 invånare. Den administrativa huvudorten (county seat) är Beaver. 

## Geografi
Enligt United States Census Bureau så har countyt en total area på 4 708 km². 4 699 km² av den arean är land och 8 km² är vatten. 

### Angränsande countyn
- Meade County, Kansas - nord
- Clark County, Kansas - nordost
- Harper County - öst
- Ellis County - sydost
- Lipscomb County, Texas - syd
- Ochiltree County, Texas - sydväst
- Texas County - väst
- Seward County, Kansas - nordväst